# Szentkirály (Vas megye)
Szentkirály Szombathely városrésze, 1950-ig önálló község Vas megyében.

## Fekvése
Szombathely központjától 6 km-re délkeletre, a Gyöngyös-patak mentén fekszik. Szentkirályba korábban beolvadtak Bádonfa, Bogát és Zarkaháza települések.

## Története
Területén már a római korban is éltek emberek. Erre utalnak az itt talált korabeli leletek, a templom déli falában Marcus Aurelius Romanus veterán sírköve, egy Romulust és Remust ábrázoló kő valamint római érmék és épületmaradványok. A mai települést 1342-ben "Scentkeral" néven említik először, azonban ennél sokkal régebbi, hiszen temploma a 13. században már állt. 1298-ból ismert Pál nevű plébánosa is. Nevét is Szent István király tiszteletére szentelt régi templomáról kapta. Ősi birtokosa a Szentkirályi család volt, mely 1342-ben a Perbesei családdal osztozott a falu birtokán. Szentkirály a 14. században a monyorókeréki Elderbach család tulajdona lett. 1418-ban említi oklevél a templomot, mely 1249-ben már állt. A 15. században a Hídvégi és Bakócz családok birtoka. 1471-ben "Zenthkykal", 1538-ban "Zenth Kyral" alakban szerepel az írott forrásokban. Az 1538-as adóösszeírásban Zarka János 3 portával és 8 szegénnyel birtokos a településen. 1565-ben 9 jobbágy és 3 zsellércsalád adózott. 1591-ben 5 adózója volt. A 16. században a templom a protestánsok kezére került, 1599-ben említik református prédikátorát is. A historia domus szerint plébániája 1698-ban már virágzott, tehát időközben visszakerült a katolikusokhoz. Az 1744-es összeírásban 5 jobbágy szerepel, míg 1757-ben 5 egész és 2 féltelkes jobbágya volt. Ekkor már az Eszterházy család a falu birtokosa. Az 1767-es urbárium szintén 5 egész és 2 féltelkes jobbágyot említ, birtokosa ekkor Eszterházyné Erdődy Anna. 1787-ben Szentkirálynak 15 háza és 90 lakosa volt. 1756-ban már működött a falu fából épült iskolája, ahová 1770-ben 10-12 gyermek járt.1871-ben már állt az új, téglából épített iskolaépület. A 18. században lép birtokba a településen a horvát származású Skerlecz család, valamint a Bottka család is. 1828-ban 24 fő adózott, közülük 7 jobbágy és egy ház nélküli zsellér volt. Ekkor 16 házában összesen 101 lakos élt. 1856-ban a Festetich család lett a falu birtokosa. 1857-ben 19 lakóháza volt 194 lakossal. 1910-ben 30 házában 284 lakos élt. A község utolsó birtokosa 1936-tól dr. Hajdú Zoltán volt. 1950-ben csatolták Szombathelyhez.
Érdekesség, hogy Szentkirály zarkaházi részét érintette volna az 1847-ben tervezett Sopron-Kőszeg-Szombathely-Rum-Zalaszentgrót-Nagykanizsa vasútvonal.

## Nevezetességei
Szent István király tiszteletére szentelt római katolikus temploma 1249-ben már állt. Ekkor készült a bejárat feletti tympanon márvány domborműve, amelynek eredetije ma a Magyar Nemzeti Galériában található. A mai templom tympanonjában ennek műkőből készített másolata látható. A régi, román stílusú templomot rossz állapota miatt 1880-ban lebontották. 1881-ben épült a mai templom a birtokos gróf Festetich Dénes és felesége költségén, akik a templom alatti sírboltban nyugszanak.

## Híres emberek
- Szentkirályi János (1920–1978) író, újságíró, a Szabad Föld főszerkesztője.
- Németh Pál (1937–2009) mesteredző, a "Dobópápa".